# 九德站
九德站位於臺中市烏日區，為臺中捷運綠線（烏日文心北屯線）之捷運車站。

## 車站概要

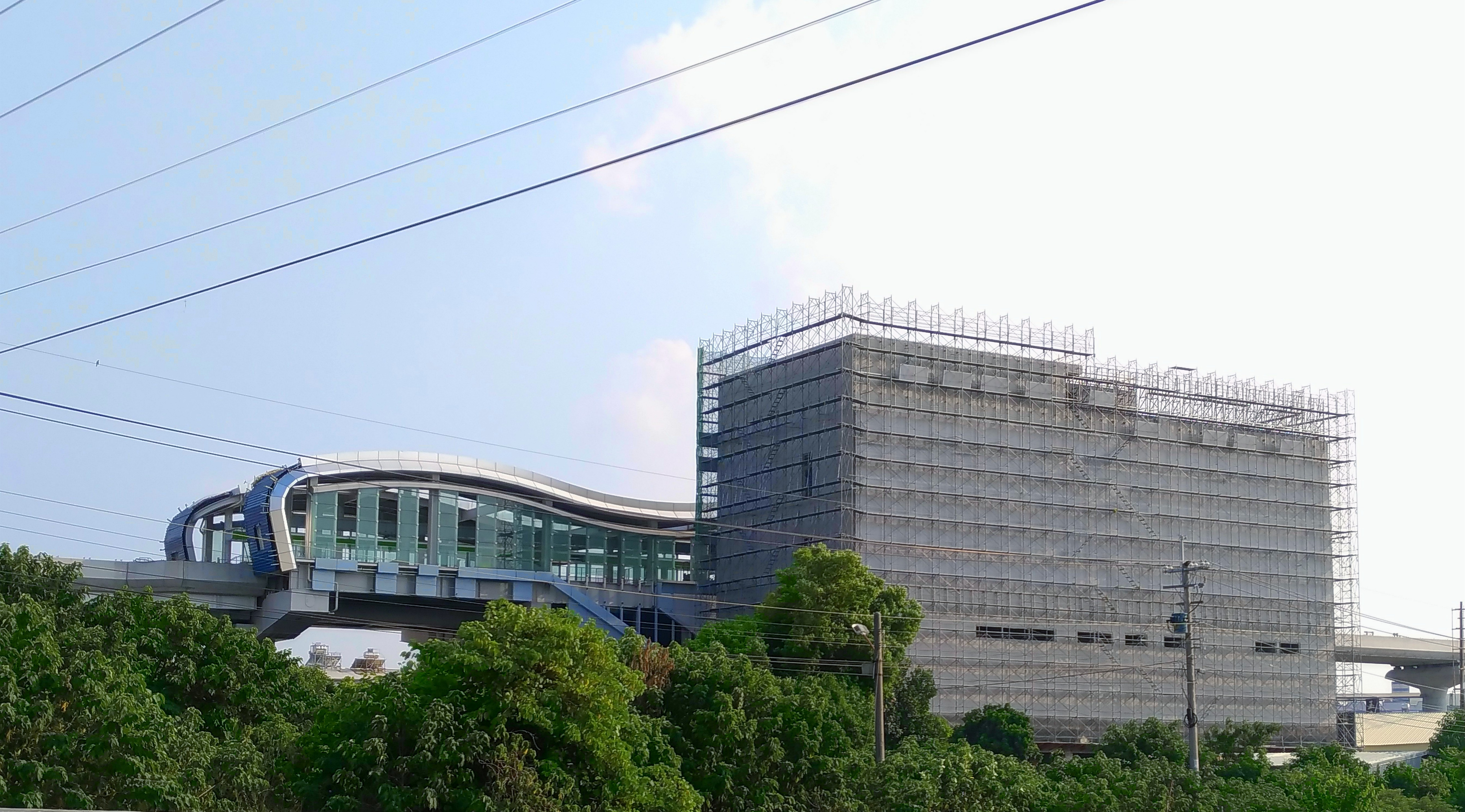
2017年10月九德站之工程狀態

車站位於建國路上，近興華街與自強街口；車站編號為117。

## 車站構造
高架車站，兩座側式月台，兩個出入口。

### 車站樓層
| 地上 三樓 | 側式月台，右側開門 | 側式月台，右側開門                     |
| 地上 三樓 | ①號月台            | 綠線 往北屯總站方向（九張犁站）        |
| 地上 三樓 | ②號月台            | 綠線 往高鐵台中站方向（烏日站）        |
| 地上 三樓 | 側式月台，右側開門 |                                        |
| 地上 二樓 | 穿堂層             | 車站大廳、詢問處、自動售票機、驗票閘門 |
| 地面      | 出入口             | 出入口                                 |

### 車站出口
於建國路兩側捷運用地內設置出入口1及出入口2。
| 出入口                          | 圖片 | 位置             |
| ------------------------------- | ---- | ---------------- |
| 出入口1 · 設有電梯 · 設有手扶梯 |      | 興華街與自強街口 |
| 出入口2 · 設有電梯 · 設有手扶梯 |      | 建國路西側       |
| 註： 設有電梯 \| 設有手扶梯     |      |                  |

## 利用狀況
九德站2022全年每日進出人次約1,577人次，在台中捷運系統中排名第14。
| 年   | 年間    | 年間    | 年間     | 單日平均 | 單日平均 |
| 年   | 進站    | 出站    | 進出站計 | 進站     | 進出站   |
| ---- | ------- | ------- | -------- | -------- | -------- |
| 2022 | 322,493 | 252,986 | 575,479  | 884      | 1,577    |

## 外部連結
- 臺中捷運北屯烏日線G15站（興華街）位置圖
- 捷運綠線(公開)
- 九德站（台中捷運股份有限公司） （页面存档备份，存于）